# 834 (numero)
Ottocentotrentaquattro (834) è il numero naturale dopo l'833 e prima dell'835.

## Proprietà matematiche
- È un numero pari.
- È un numero composto con 8 divisori: 1, 2, 3, 6, 139, 278, 417, 834. Poiché la somma dei suoi divisori (escluso il numero stesso) è 846 > 834, è un numero abbondante.
- È un numero sfenico.
- È un numero nontotiente (per cui la equazione φ(x) = n non ha soluzione).
- È un numero semiperfetto in quanto pari alla somma di alcuni (o tutti) i suoi divisori.
- È un numero malvagio.
- È un numero intero privo di quadrati.
- È parte delle terne pitagoriche (834, 1112, 1390), (834, 19312, 19330), (834, 57960, 57966), (834, 173888, 173890).

## Astronomia
- 834 Burnhamia è un asteroide della fascia principale del sistema solare.
- NGC 834 è una galassia a spirale della costellazione dell'Andromeda.

## Astronautica
- Cosmos 834 è un satellite artificiale russo.